# Richard A. H. King
Richard A. H. King, vollständig Richard Alfred Harmsworth King (* 24. Juni 1962 in Marlborough, Wiltshire, England) ist ein britischer Philosophiehistoriker auf dem Gebiet der antiken Philosophie und Sinologe, der als Professor für Philosophie an der Universität Bern arbeitet.
Nach dem B.A. in Literae humaniores an der Christ Church Oxford (1980–1984) absolvierte King ein Magisterstudium an der Freien Universität Berlin in Philosophie und Sinologie, das er mit einer Arbeit über Heidegger’s Treatment of Aristotle’s concept of truth in the Marburg Lecture on Logic (Gesamtausgabe vol. 21) bei Margherita von Brentano und Ernst Tugendhat abschloss (1987–1992). Es folgte ein Promotionsstudium am Darwin College Cambridge, wo er mit einer Dissertation über Aristotle on life and death bei M. F. Burnyeat und R. B. B. Wardy promoviert wurde (1992–1996). Es folgten eine Postdoc-Anstellung in einem von der DFG geförderten und von Thomas Buchheim geleiteten Projekt Physis as the foundation of objectivity in Aristotle an der Universität Mainz (1997–1999) und ein Stipendium der Fritz Thyssen Stiftung für ein Projekt über The Aristotelian concept of memory as the preservation of perception, and its influence on Plotinus and Augustine (1999–2000). Von 2000 an war er Assistent von Thomas Buchheim an der Universität München, nach der Habilitation 2004 mit einer Schrift Aristotle and Plotinus on memory erfolgte die Ernennung zum Oberassistenten. 2008 wechselte er als lecturer an das Philosophy Department der University of Glasgow, 2012 als Ordinarius für Geschichte der Philosophie an die Universität Bern. Von 2017 bis 2019 war er Präsident der International Society for Chinese Philosophy. 
King arbeitet vor allem zu Aristoteles und zu Plotin sowie vergleichend zur altgriechischen und chinesischen Philosophie.

## Schriften (Auswahl)
- Lloyd P. Gerson (Hrsg.).: Plotinus. The Enneads. Translated by George Boys-Stones, John M. Dillon, Lloyd P. Gerson, Richard A. H. King, Andrew Smith and James Wilberding. Cambridge University Press, Cambridge 2018.
- (Hrsg.): The Good Life and Conceptions of Life in Early China and Graeco-Roman Antiquity. De Gruyter, Berlin/Boston 2015.
- (Hrsg. mit Dennis Schilling): How should we live? Comparing Ethics in Ancient China and Greco-Roman Antiquity. De Gruyter Verlag, Berlin 2011. – Rezension von Andrew B. Irvine, Bryn Mawr Classical Review 2013.04.15
- Aristotle and Plotinus on memory. De Gruyter, Berlin 2009
- (Hrsg.): Common to body and soul. Philosophical approaches to explaining living behaviour in Greco-Roman Antiquity. De Gruyter Verlag. Berlin 2006. – Rezension von Alberto Alonso Guardo, Bryn Mawr Classical Review 2007.01.38
- (Übers., Komm.): Aristoteles, Parva naturalia II. De memoria et reminiscentia. In: Aristoteles, Werke in deutscher Übersetzung 14.II. Akademie Verlag, Berlin 2004
- Aristotle on life and death. Duckworth, London. 2001. – Rezension von Michael Pakaluk, Bryn Mawr Classical Review 2004.06.10
- (Hrsg., mit Thomas Buchheim, Hellmut Flashar): Kann man heute noch etwas anfangen mit Aristoteles? Meiner Verlag, Hamburg 2003.